# Caloocan
Caloocan (o anche Kalookan) è una città altamente urbanizzata (HUC) delle Filippine, ubicata nella Regione Capitale Nazionale.
Caloocan è formata da 188 baranggay; i singoli baranggay non hanno una denominazione ufficiale, ma vengono semplicemente distinti con un numero progressivo.